# Barfleur
Barfleur – miejscowość i gmina we Francji, w regionie Normandia, w departamencie Manche.
Według danych na rok 1990 gminę zamieszkiwało 599 osób, a gęstość zaludnienia wynosiła 998 osób/km² (wśród 1815 gmin Dolnej Normandii Barfleur plasuje się na 377. miejscu pod względem liczby ludności, natomiast pod względem powierzchni na miejscu 1115.).
Miejsce urodzenia św. Marii Magdaleny Postel (1756-1846) dziewicy i założycielki wspólnoty zakonnej "Ubogich Sióstr Miłosierdzia". Jej wspomnienie Kościół katolicki obchodzi w dniu 16 lipca.
- Strony dotyczące Barfleur:
  - port i jego historia: https://web.archive.org/web/20080504132405/http://mynormandy.home.att.net/postcard-barfleur.html
  - wieża ciśnień: http://www.wieze.geotor.pl/zagranica/francja/barfleur/barfleur_1.htm